# Зграда у Ул. Станка Пауновића 7 (Генерала Милојка Лешјанина 7) у Нишу
Зграда у улици Станка Пауновића 7 је саграђена почетком ХХ века као зграда Окружне банке у Нишу.

## Опис
Зграда је двоспратна. Стил који је коришћен при градњи је електицизам тадашњег времена са елементима романтизма и неоренесансе. Присутне су истурене и увучене фасадне површине које су у вештачком камену, тако да наглашавају вертикалну силуету објекта. Зграда поседује и бочне балконе, као и богате орнаменте око прозора и по линији покровних венаца.